# Flugplatz Mühlhausen

i7
i11
i13
Der Flugplatz Mühlhausen (ICAO-Code: EDEQ) ist ein Sonderlandeplatz im Unstrut-Hainich-Kreis. Er ist für Segelflugzeuge, Motorsegler, Ultraleichtflugzeuge und Motorflugzeuge mit einem Höchstabfluggewicht von bis zu 5,7 Tonnen zugelassen.

## Zwischenfälle
- Am 5. März 1999 startete ein Streuflugzeug vom Typ Let Z-37A. Nach dem Abheben stellte der Pilot fest, dass die Geschwindigkeit nicht weiter zunahm. Daraufhin geriet das Flugzeug in eine unkontrollierte Fluglage und prallte auf weichen Ackerboden. Die Maschine wurde vollständig zerstört. Der Pilot blieb unverletzt.[1]

- Am 1. Mai 2001 geriet ein Segelflugzeug vom Typ PZL Bielsko SZD-9 während eines Alleinflugs unter Aufsicht nach einer Richtungsänderung nach links in eine Sturzfluglage. Der Pilot fing das Flugzeug ab und ging in den Steigflug über. Daraufhin kippte das Flugzeug nach vorn ab und prallte in einem Winkel von etwa 45 Grad auf einen Acker. Der Flugschüler wurde dabei tödlich verletzt.[2]

- Am 27. September 2008 landete ein Segelflugzeug vom Typ Schleicher ASW 15 B. Durch ein hartes Aufsetzen wurde das Fahrwerk in den Rumpf gedrückt. Der Pilot blieb unverletzt.[3]